# پوئنت د آونیر
پوئنت د آونیر (به لاتین: Pointe d'Aveneyre) یک کوه در سوئیس است که در کانتون وو واقع شده‌است. پوئنت د آونیر ۲٬۰۲۶ متر بالاتر از سطح دریا واقع شده‌است.